# Bảo tàng Khu vực ở Pułtusk
Bảo tàng Khu vực ở Pułtusk (tiếng Ba Lan: Muzeum Regionalne w Pułtusku) là một bảo tàng ở thị trấn Pułtusk, tỉnh Mazowieckie, Ba Lan. Bảo tàng hiện đang đặt trụ sở tại tòa thị chính của thị trấn.

## Lịch sử
Bảo tàng Khu vực ở Pułtusk bắt đầu hoạt động vào năm 1964. Ban đầu, bảo tàng tập trung sưu tập các hiện vật liên quan đến thủ công mỹ nghệ (như vải và đồ nội thất). Đến khoảng cuối thế kỷ 20, bộ sưu tập của bảo tàng mở rộng đến chủ đề lịch sử của thị trấn Pułtusk và khu vực lân cận.

## Bộ sưu tập
Bộ sưu tập khảo cổ học của bảo tàng bao gồm các hiện vật có niên đại từ thế kỷ 13 - thế kỷ 14. Đây là những phát hiện khảo cổ từ các cuộc khai quật ở trên ngọn đồi lâu đài ở thị trấn Pułtusk. Bộ sưu tập về các phường nghề hoạt động tại thị trấn Pułtusk từ thế kỷ 17 - thế kỷ 20 (tài liệu, con dấu, bản đồ cũ và hình ảnh). Bộ sưu tập dân tộc học của bảo tàng thường là các hiện vật có liên quan đến văn hóa dân gian như trang phục, dệt may, nghệ thuật dân gian, gốm sứ. Ngoài ra, một bộ sưu tập có giá trị khác của bảo tàng là những mảnh thiên thạch Pułtusk. Những thiên thạch này đã phát nổ trong bầu khí quyển và rơi xuống gần thị trấn Pułtusk vào năm 1868.